# Sporen van het Beleg van 's-Hertogenbosch
In het hedendaags landschap in de omgeving van 's-Hertogenbosch zijn nog steeds sporen van het Beleg van 's-Hertogenbosch te zien. Er zijn tal van straten die naar deze gebeurtenis verwijzen, maar er zijn ook in het landschap nog elementen zichtbaar of tot voor kort zichtbaar geweest.

## Fort Crèvecoeur
Het wiel achter de Treurenbrug stond in 1629 nog in verbinding met de Dieze. Mogelijk is het geen restant van een wiel, maar van een dode rivierarm, nadat de rivier was afgedamd. Het terrein waar het Fort Crèvecoeur heeft gestaan is vanuit de lucht goed herkenbaar. Er zijn ook resten van grachten die Crèvecoeur met de Circumvallatielinie verbond, terug te vinden. Deze linie omringde ook Engelen. Ten zuiden van het huidige militaire oefenterrein liep de doorgaande weg naar Engelen. Deze weg is thans doodlopend, maar was vroeger de verbindingsweg vanuit het Fort naar Engelen.

## Engelen

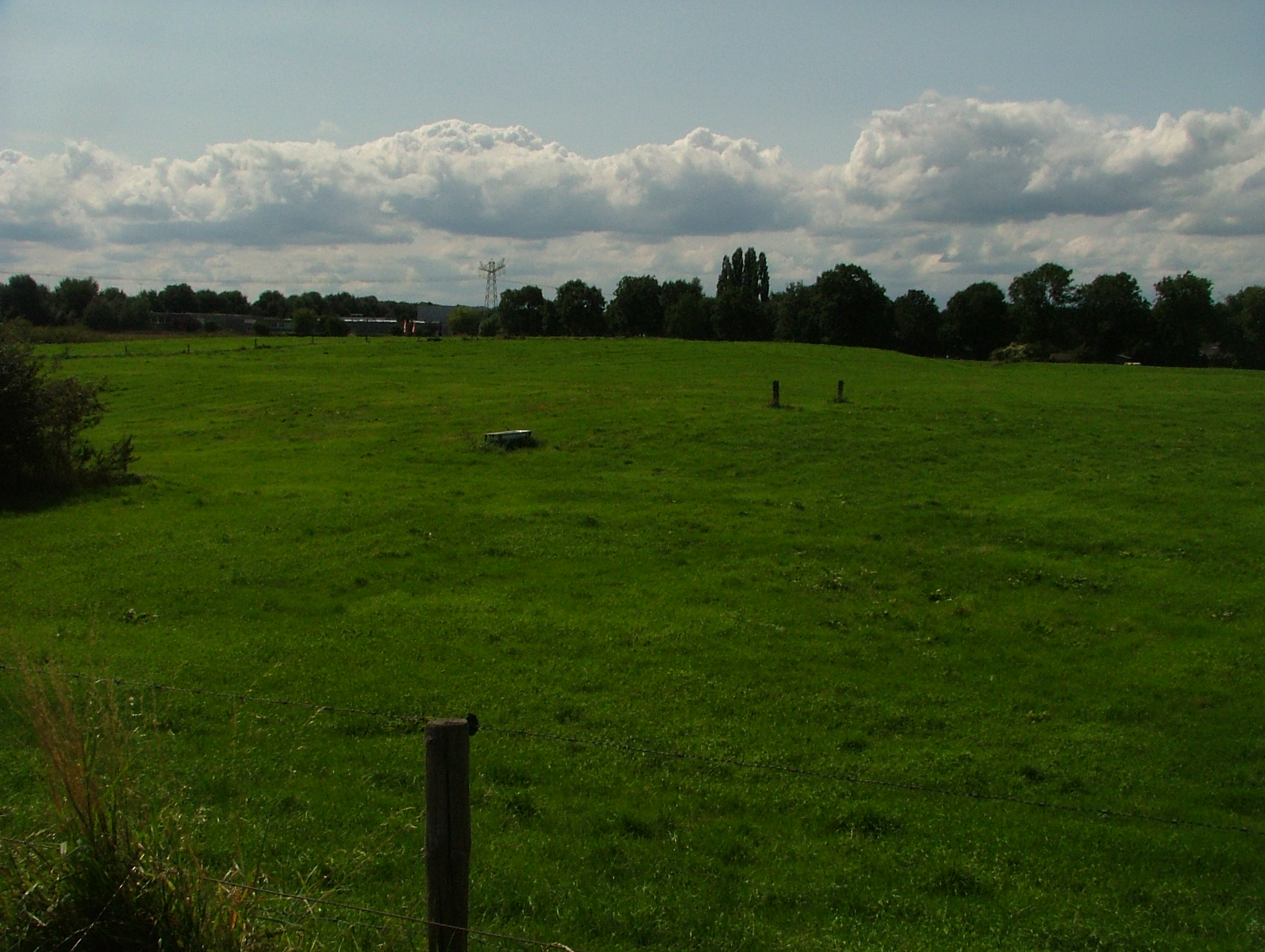
De Engeler Schans aan de Graaf van Solmsweg. Op de verhoging heeft de schans gestaan.

Ten zuiden van het dorp lag de Engeler Schans. Op deze plaats werd het Kwartier van Graaf van Solms gelegerd. Van Solms en zijn manschappen moesten de doorvaart op de Dieze bewaken. Aan de overkant van de rivier lag Fort Dieze. Deze lag op een kleine landtong, ten zuiden van Dieskant. Dit fort moest de Diezebrug bewaken. Waar deze brug heeft gestaan, is nog steeds terug te vinden in het landschap.
Deze brug verloor zijn functie, toen de Staatsen de rivier hadden afgedamd en een andere loop hadden gegeven.
Twee straatnamen herinneren ook nog aan het Kwartier van Graaf van Soms en de Engeler Schans, te weten Graaf van Solmsweg en de straat Engeler Schans.

## De Engelse Dijk
De Engelse Dijk doorsneed de Franse Wielen. De dijk lag vervolgens ten zuiden van de wielen. In de Ertvelder polder is er nog een dijklichaam te vinden. Deze dijk werd nog in de 19e eeuw op kaarten aangegeven. Het hoogteverschil is niet meer zo hoog als vroeger, maar de dijk is wel herkenbaar.

## Het kwartier bijOrthen
Tijdens het Beleg van 's-Hertogenbosch was er nog geen sprake van het Fort Orthen. De Staatse overheid bouwde dit fort pas in 1630, een jaar na het beleg. Wel werd bij Orthen het Kwartier van Graaf Willem van Nassau ingericht. In het oosten kon men dit bolwerk bereiken via de Heinisdijk. Vanwege de inundaties staken buiten de legerplaats alleen de dijken boven het water uit.
De huidige San Salvatorkerk in Orthen staat op de plaats waar in 1629 ook een kerk heeft gestaan, vermoedelijk met dezelfde naam. Die kerk was in 1601 afgebrand, maar in 1616 weer opgebouwd.
De slotgracht rondom het fort, stamt ook uit 1630, toen het fort werd gebouwd. Het water is nu echter veel breder, dan toen het geval was.

## DeHeinisdijk
De Circumvallatielinie volgde het tracé van de Heinisdijk. Een aantal wielen is ontstaan na 1629 en daardoor ligt de dijk op een aantal plaatsen wat anders dan tijdens het beleg van 's-Hertogenbosch. Bij het Rosmalense wiel (tegen de Reitscheweg) lag de linie ten zuiden van het wiel, nu ligt de dijk te noorden ervan. Achter huis Herven 60A is waarschijnlijk de splitsing van de linie in een tak richting Fort Orthen en een richting de stad (Koedijk); op deze plek was een redoute.      

## Hintham
Bij Hintham lag het Kwartier van Ernst Casimir. De huidige Graafsebaan was de toenmalige toegangsweg van dit kwartier. Ter hoogte van de huidige kruising met de Pastoor van Thiellaan splitste de weg zich in tweeën. De noordelijke weg liep in de richting van de huidige Burgemeester Jonkheer von Heydenlaan, de zuidelijke aftakking liep in de richting van Wamberg. De huidige Wilhelminastraat was de noordelijke grens van het kwartier, terwijl de zuidelijke grens bij de huidige Jan Heymanslaan te vinden was.
De noordelijke weg richting de huidige Burgemeester Jonkheer von Heydenlaan volgde buiten het kwartier de Circumvallatielinie. Ten zuiden van de huidige Overdijk is de linie nog herkenbaar. Het is een zandpad, maar is niet meer zo hoog als hij ooit was.

## Omgeving van De Brand
In dit gebied heeft in 1629 een rosmolen op een terp gestaan. De terp is niet meer terug te zien in het landschap. Wel is er op de plaats van de terp een boerderij gekomen. Het is de boerderij aan de straat Beusing.
Iets noordelijker is de Oude Bossche Baan. Ten noorden van dit pad ligt nog een dijk, waar de Circumvallatielinie langs liep.

## DeDungenseKeerdijk
Bij Den Dungen lag het Kwartier van Bredero. Aan de westelijke zijde van het kwartier lag een ronde heuvel. Vermoedelijk was dit een donk. Deze ronde heuvel had ook toen al bebouwing. Deze heuvel is nog zichtbaar in het landschap en heet D'n Horzik. De weg die er vroeger omheen liep, is gedeeltelijk verdwenen. Alleen het zuidelijk deel van de 'rotonde' is nog zichtbaar.
Wel maakt deze plaats in het landschap goed zichtbaar waar het kwartier heeft gelegen. Een verdedigingswerk ten oosten van het kwartier lag precies waar nu de Donksestraat ligt. Dit vooruitgeschoven verdedigingswerk moest het kwartier beschermen vanuit het oosten.
De Circumvallatielinie heeft de Dungense Keerdijk niet overal gevolgd. Frederik Hendrik van Oranje achtte deze dijk op sommige plaatsen te zwak.

## Kloosterstraat en Pettelaar
Op de plaats waar vroeger Fort Bredero lag, is nu een complex met boerderijen te vinden. Het is een hoger stuk gelegen land en heeft de vorm van een vijfhoek. In het hedendaagse landschap ligt hier vlak bij de N617.
Op de Patersberg lag een redoute. De Patersberg is waarschijnlijk aangelegd, om beter zicht te krijgen over het gebied. Waar tegenwoordig de Kloosterstraat ligt, was vroeger een terp. Op deze terp was een klooster dat in 1600 verlaten werd door de Franciscanessen. Op kaarten die gebruikt zijn in 1629 is dit klooster aangegeven. Ook stond er een boom. De terp en klooster liggen onder de huidige A2, maar langs de A2 staat wel een oude Lindeboom met een omtrek van ruim 7 meter. Mogelijk heeft deze boom al bij het Beleg van 's-Hertogenbosch er al gestaan. Bij het begin van de werkzaamheden ten behoeve van de verbreding van de A2, is de boom enkele meters verplaatst.

## Haanwijk

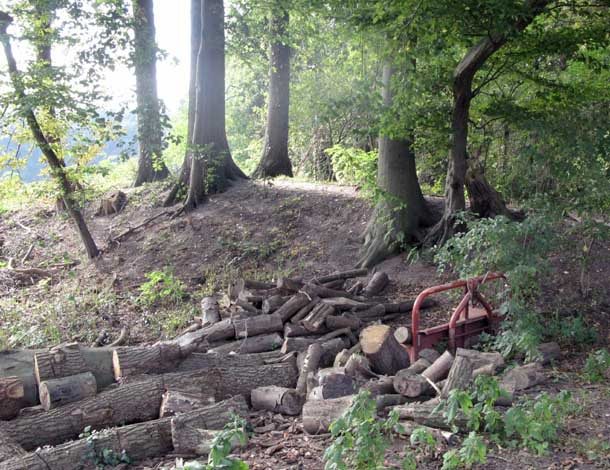
Restanten van een dijkje bij Haanwijk.

Ten oosten van het landgoed Haanwijk werd de Circumvallatielinie beveiligd door een tweetal hoornwerken. Een stond op de weg van het landgoed naar Ruimel, de andere stond dichter bij het landhuis. Hiervan zijn mogelijk nog restanten terug te vinden op het landgoed. Het zouden dan gaan om een tweetal dijkjes moeten gaan op het landgoed.
Even verderop bij 't Vaantje werd de Dommel afgedamd. Het water werd nu om Vught en Den Dungen geleid. Hiervoor moest wel gegraven worden, maar door de inzet van duizenden soldaten, werd dit werk in enkele weken voltooid.

## Vught
Het Kwartier van Frederik Hendrik lag in Vught. Dit kwartier was het grootste van allemaal en bood onderdak aan 20.000 man. De grens van het kwartier in het oosten, is de huidige Pestdijk.
Vlak bij het huidige Knooppunt Vught kwamen vroeger twee riviertjes bijeen. Hier ligt nog steeds een oude Dommeldijk. Deze lag er in 1629 ook al. Ten zuiden van afslag 1 van de A65 lag vroeger een haventje, wat op de Dommel aansloot. Nu is het een vijvertje op het landgoed van Sofiaburg. Dit zijn nog onderdelen van de Contravallatielinie.
De Circumvallatielinie liep verder naar het noordoosten. De lunetten in Vught zijn later gegraven. De gracht van het tweede lunet in Vught was in 1629 de brede gracht aan de buitenkant van de linie. Hoewel deze gracht een aftakking van de Dommel was, stroomde het meeste water van de Dommel in de richting van het veel lager gelegen Den Dungen.

## DeVughtse Heide
Nog verder naar het noorden is de Vughtse Heide (of Vughterheide). In dit gebied zijn ook een aantal dijken waarneembaar, die stammen uit 1629. Het rustige gebied heeft een lugubere geschiedenis. Tussen twee vennetjes die er nu liggen, werden de Bossche veroordeelden opgehangen.
Frederik Hendrik had opdracht gegeven om hier bomen om te hakken. Mogelijk dat hij het hout nodig had voor de aanleg van de verschillende schansen rondom 's-Hertogenbosch. Het gebied werd toen een grote vlakte en zo is de Vughter Heide ontstaan.

## Deuteren
De Circumvallatielinie werd in dit gedeelte de Hollandse Dijk genoemd. Tot omstreeks 1930 was duidelijk te zien waar de linies hebben gelegen in het patroon van de slootjes. Door ruilverkaveling is dit niet meer terug te zien in het landschap.
Langs de Vlijmenseweg ligt een volkstuinencomplex met een terp. Mogelijk dat hier een kerk heeft gestaan. Het is niet duidelijk of Deuteren een kerk heeft gehad, maar er zijn aanwijzingen, dat hier toch een kerk heeft gestaan.

## Satellietbeelden
Hier zijn links naar satellietfoto's van de verschillende zichtbare sporen in het landschap.
- Fort Crèvecoeur
- Engeler Schans
- Hier heeft de brug gelegen, die Fort Dieze moest bewaken. Let op de kleine streepjes aan beide kanten van de Dieze tegenover het huis met het oranje dak aan de rechter oever.
- Fort Dieze
- Engelse Dijk, let op de glooiing boven de schaduw van de boom.
- Fort Orthen
- Heinisdijk
- De Overdijk bij Hintham.
- De boerderij, op de plek gebouwd, waar ooit een rosmolen heeft gestaan.
- De Oude Bossche Baan volgt het traject van de oude circumvallatielinie.
- Het Kwartier van Bredero
- Boerderijencomplex op de plek waar Fort Bredero heeft gelegen.
- De Patersberg, nu een bosrijk gebied.
- De dijkjes bij Haanwijk.
- De oude Dommeldijk bij Vught.
- De vijver op het landgoed Sofiaburg.
- De Vughterheide.
- Het Volkstuinencomplex in Deuteren.